# Eduard Baar von Baarenfels
Eduard Baar von Baarenfels, avstrijski general, * 5. november 1855, † 7. avgust 1935.

## Življenjepis
Baar je končal gimnazijo v Domažlicah in kadetsko šolo v Pragi ter nato vstopil v avstrijsko šolo. 
Na koncu kariere je bil poveljnik 42. domobranske pehotne brigade. Leta 1913 je bil povzdignjen v plemiški stan z nazivom von Baarenfels. Potem ko je bil 1. julija 1914 upokojen, je bil 10. avgusta 1917 povišan v nazivnega podmaršala.
Z ženo Marianno von Pelinan sta imela dve hčeri in enega sina; slednji, Eduard Baar-Baarenfels, je bil častnik in politike (podkancler v drugem kabinetu Kurta Schuschnigga.

## Pregled vojaške kariere
Napredovanja
- poročnik: 1877
- major: 1899
- podpolkovnik: 1904
- polkovnik: 1907
- generalmajor: 31. oktober 1912 (z dnem 10. novembrom 1912)
- naslovni podmaršal: 10. avgust 1917